# 이케다미사키
이케다 미사키(일본어: 池田海咲, 1월 25일 - )는 일본의 여성 성우 . 교토부 출신. 현 프로덕션 소속.

## 약력
스쿨 듀오 15기 어퍼클래스 출신 .

## 인물
특기는 교토변, 화도, 이탈리아 가곡집. 화도의 면허는 고등학교 수업으로 취득. 취미는 보드 게임, 플라네타륨 감상, 코미디 감상. 좋아하는 것은 아메코미 히로, 외화 애니메이션, 헤세이 레트로.

## 출연
굵게 는 메인 캐릭터.

### TV 애니메이션
2014년
에도 막부 말기 록
2015년
팩 월드(고스트)
GANGSTA.( 창녀)
2016년
아이카츠 스타즈! ( 상급생)
짱구는 못말려 (2016년 - 2022년, 어머니, 키즈 A)
가미사마 미나라이 히미츠의 코코타마 (2016년 - 2017년, 쇼고)
2017년
치루란 니분노이치(교녀)
바티칸 기적 조사관(대니 글라센)
드리페스! R(자동 응답기)
2018년
산리오 남자(소년 슌스케, 루카, 여자, 궁도부원)
팝테피픽(이치노하시 아유미)
가라쿠리 서커스(조나하 병동 어린이)
2019년
카드 파이트!! 뱅가드(헥사고널·메이거스)
파즈도라 (2019년 - 2020년, 기모노 여성, 소년 B, 차상 운동선수)
소드 아트·온라인 알리시제이션 War of Underworld(암흑술사)
사자에 씨(나나코)
치하야후루 3(2019년 - 2020년, 유이카와 모모, 학생)
2020년
드래곤 퀘스트 다이의 대모험 (2020) (2020년 - 2022년, 몬스터, 사람들, 손님, 마리베, 라미타)
이케부쿠로 웨스트게이트 파크(미온의 어머니)
마녀의 여행들(소년)
2021년
신기한駄菓子屋 센텐도(2021년 - 2024년, 동급생, 치즈루, 가코코, 나카무라 미네·미나, 다테하라 아유, 쿠도 린 외)
마법과 고등학교의 우등생(여학생)
2023년
도라에몽(텔레비전 아사히판 제2기) (2023년 - 2024년, 기상예보사, 어린이, 후엘은행)
엉덩이 탄테이(돼지 숙박객)
키보노치카라~오토나 프리큐어'23~(초등학생, 유미, 캐스터, 거리의 사람)
라그나 크림슨(거리 사람들, 민간인)
2024년
마법소녀를 동경해서 (아마가와 카오루코 / 마지아 살파)
초보통현 치바 전설(사가와 아코)
선배는 오노코코코코(1-B 담임, 사키의 담임)
사랑은 쌍둥이로 나눌 수 없다(아사노 레이라)
란마 1/2 (2024) (리듬체조 클럽 부원)
과학×모험 서바이벌!( 아나운서, 의사)